# Jaroslav Monte Kvasnica
Jaroslav Monte Kvasnica (* 15. prosince 1953 Brno) je český spisovatel, cestovatel a popularizátor přírody. Jeho velkou vášní jsou psi a vlci. Vystudoval Masarykovu univerzitu v Brně obor čeština – bulharština. Pak vystřídal různá zaměstnání, zúčastnil se několika horolezeckých a trekkingových výprav (Kavkaz, Pamír, Karpaty, Alpy, Sibiř, Kamčatka atd.). Je přispěvatelem časopisů Pes přítel člověka, Dobrodruh, Svět psů, Lidé a země, Příroda, Koktejl, Outdoor, Fauna, IDNES atd. Spolupracuje s hnutím DUHA, se správou CHKO Beskydy a CWFA (Česká společnost přátel vlků). Vystupuje v přírodovědných a popularizačních pořadech České televize.

## Výběr z díla
- Zátiší s hadem. Nakl. Blok, 1978. (básnická sbírka)
- Běh s „vlky“ neb Canicross. Nakl. Dona, 2002.
- Krajina s vlky I – Rapsodie šedých stínů. Élysion, 2009.
- Krajina s vlky II – Honba za přízrakem Gévaudanu. Élysion, 2009.
- Jantarové oči. Élysion, 2011.
- Vlci přicházejí s větrem. Élysion, 2013.